# Andreas Feininger

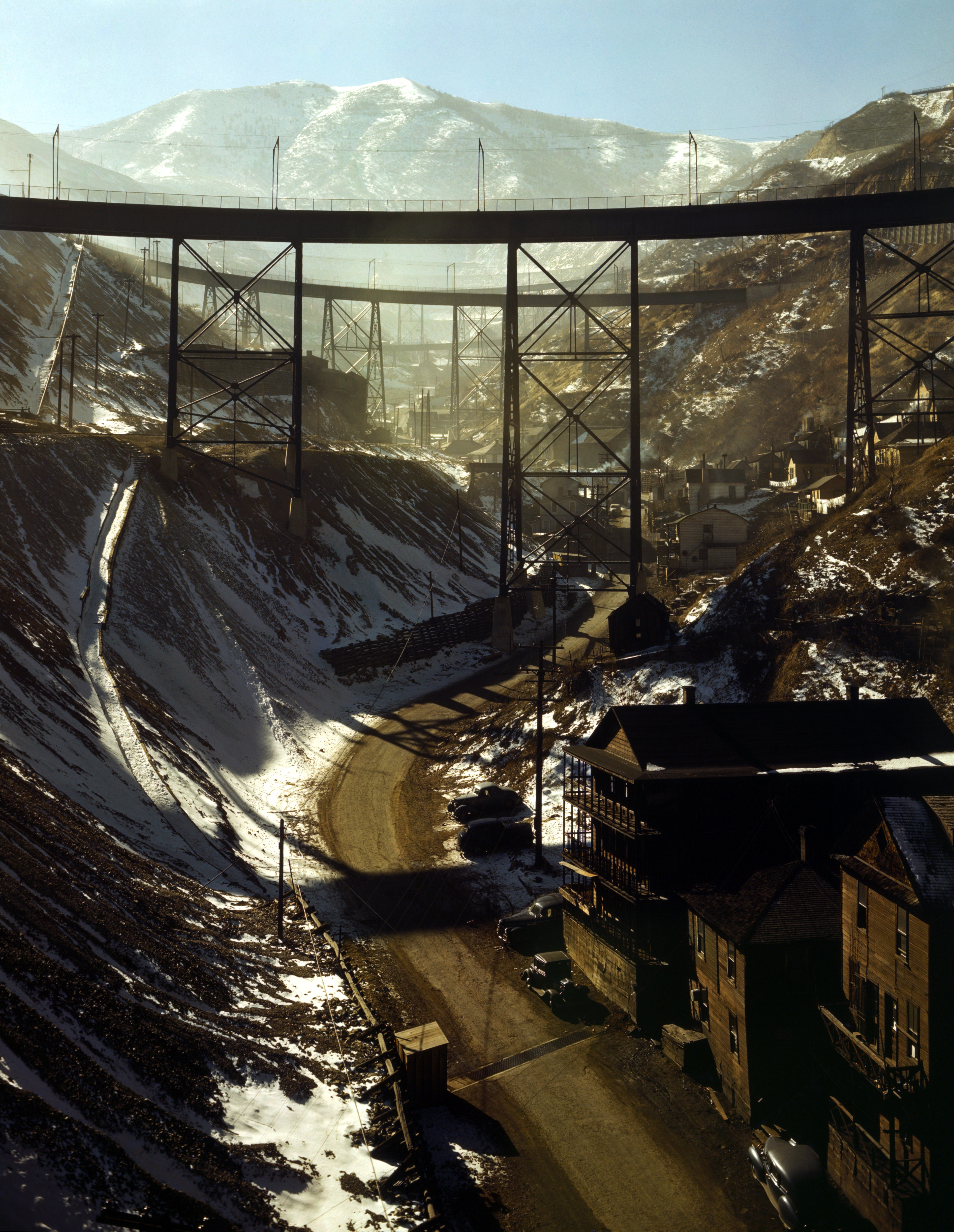
Fotografia de Andreas Feininger

Andreas Feininger (27 de dezembro de 1906 - 18 de fevereiro de 1999) foi um fotógrafo norte-americano de origem alemão, que foi aluno e professor da prestigiosa Escola da Bauhaus da Alemanha de entreguerras (República de Weimar). Seu pai era Lyonel Feininger, um dos professores de dita escola e pintor vanguardista relacionado com o expresionismo.

## Biografia
Criado e educado em Europa, onde estudou na Bauhaus de Weimar e na escola de arquitetura de Zerbst, começou a trabalhar como arquiteto dantes de dedicar à fotografia. Em 1930 fez suas primeiras publicações fotográficas e em 1932 transladou-se a Paris onde esteve a trabalhar com o arquiteto suíço Le Corbusier. Depois iniciou um negócio de fotografia industrial e de arquitetura em Estocolmo, mas com a ascensão de Hitler ao poder e a extensão da guerra por Europa emigrou a Estados Unidos em 1939, onde trabalhou para a revista Life publicando fisiogramas e fotografia do urbanismo da cidade: produziu suas primeiras imagens exitosas, nesse momento centradas na vida de Nova York.

## Prêmios
No ano 1998, um ano antes de sua morte aos noventa e dois anos, recebeu o Prêmio de cultura da associação alemã de fotografia, um dos mais importantes de Alemanha e que têm recebido outros fotógrafos internacionais como Man Ray ou Henri Cartier-Bresson.